# Oedicephalus pusillus
Oedicephalus pusillus är en stekelart som först beskrevs av Cresson 1865.  Oedicephalus pusillus ingår i släktet Oedicephalus och familjen brokparasitsteklar. Inga underarter finns listade i Catalogue of Life.